# Чок-Майдан
Чок-Майдан (рум. Cioc-Maidan, гаг. Çok Maydan) — село в АТО Гагаузия Республики Молдова.

## География
Расположено в Буджакской степи, до 1994 года входило в состав Бессарабского района.

## История
Основано в 1811 году гагаузами, переселившимися из села Кичево современной Варненской области Болгарии. В середине XIX века возведена Вознесенская церковь.

## Демография

### Этнический состав
Этнический состав населённого пункта по данным переписи населения 2004 г. :
| Этническая группа | Население | % Процент |
| ----------------- | --------- | --------- |
| гагаузы           | 3657      | 93,15     |
| молдаване         | 149       | 3,80      |
| русские           | 45        | 1,15      |
| украинцы          | 33        | 0,84      |
| цыгане            | 16        | 0,41      |
| болгары           | 14        | 0,36      |
| Другие            | 12        | 0,31      |
| Общий             | 3926      |           |